# Michael Castle
Michael Newbold "Mike" Castle, född 2 juli 1939 i Wilmington, Delaware, död 14 augusti 2025 i Greenville, Delaware, var en amerikansk republikansk politiker. Han var guvernör i delstaten Delaware 1985–1992. Han representerade sedan Delaware i USA:s representanthus 1993–2011.
Castle gick i Tower Hill School i Wilmington. Han avlade 1961 kandidatexamen vid Hamilton College. Han avlade sedan 1964 juristexamen vid Georgetown University.
Castle var Delawares viceguvernör 1981–1985. Han besegrade William T. Quillen i guvernörsvalet i Delaware 1984. Han omvaldes fyra år senare.
Castle besegrade tidigare viceguvernören Shien Biau Woo i kongressvalet 1992. Han avgick som guvernör 31 december 1992 och efterträddes av Dale E. Wolf. Castle efterträdde Thomas Carper som kongressledamot 3 januari 1993.